# Kumbiganahalli, Sidlaghatta
Kumbiganahalli là một làng thuộc tehsil Sidlaghatta, huyện Chikkaballapur, bang Karnataka, Ấn Độ.